# La Champagne (Schiff)
Die La Champagne war ein 1886 in Dienst gestellter Transatlantik-Passagierdampfer der französischen Reederei Compagnie Générale Transatlantique (CGT), der für den Passagierservice von Le Havre nach New York gebaut wurde. Sie wurde später noch auf anderen Routen eingesetzt, bis sie am 28. Mai 1915 bei Saint-Nazaire strandete und auseinanderbrach.

## Das Schiff
Die La Champagne war der erste von vier neuen Transatlantiklinern, die die Compagnie Générale Transatlantique im Jahr 1886 nacheinander für den transatlantischen Passagier- und Postverkehr von Le Havre nach New York in Dienst stellte. Die anderen drei waren die La Gascogne mit 7.071 BRT, die La Bretagne mit 6.754 BRT und die La Bourgogne mit 7.395 BRT. Die vier Schwesterschiffe, die nach Regionen Frankreichs benannt wurden, wurden von dem Pariser Inneneinrichter Jules Allard et Fils ausgestattet, einem der damals populärsten Raumgestalter seiner Zeit, der besonders für sein extravagantes Modedesign bekannt war.
Das Schiff wurde auf der Werft Compagnie Générale Transatlantique in Penhoët bei Saint-Nazaire für die gleichnamige Reederei gebaut und lief am 15. Mai 1885 vom Stapel. Der 150 Meter lange Dampfer hatte zwei Schornsteine, vier Masten und einen Propeller. Er wurde wie seine Schwesterschiffe von einer sechszylindrigen Vierfachexpansions-Dampfmaschine angetrieben, die 9.000 PS leistete und das Schiff auf bis zu 17,5 Knoten beschleunigen konnte. An Bord war Platz für 390 Passagiere der Ersten, 65 der Zweiten und 600 der Dritten Klasse.
Am 22. Mai 1886 lief die La Champagne in Le Havre zu ihrer Jungfernfahrt nach New York aus. Am 7. August 1887 kollidierte sie bei Barfleur mit dem Passagierdampfer Ville de Rio de Janeiro (1.435 t) der Compagnie des Chargeurs Réunis, der infolge des Zusammenstoßes unterging. Die La Champagne selbst trug schwere Schäden davon, konnte aber flott gemacht werden und wurde in Saint-Nazaire repariert. 1895 wurde sie komplett überholt, wobei zwei der vier Masten demontiert und neue Maschinerie installiert wurde. Die Passagierkapazität der Dritten Klasse erhöhte sich im Zuge der Umbauten auf 1.500 Reisende.
Am 17. Februar 1898 brach mitten auf dem Ozean die Schraubenwelle der La Champagne. Sie driftete sechs Tage steuerlos auf dem Atlantik, bis sie am 23. Februar von dem Schiff Rotterdam gesichtet wurde. Noch am selben Tag wurde sie von der Roman der Warren Line ins Schlepptau nach Halifax genommen. Die Reparaturarbeiten fanden zwischen dem 2. Mai und 17. August 1898 in Penhoët statt. Am 15. August 1900 lief sie in Le Havre mit einem Expeditionsteam nach Tonkin (Vietnam) aus. Erst am 28. Oktober 1900 war sie zurück in Le Havre. Am 21. Januar 1905 lief die La Champagne zu ihrer vorerst letzten Atlantiküberquerung von Le Havre nach New York aus. Anschließend wurde sie auf die Mexikoroute gesetzt. Im März und April 1906 kehrte sie für zwei Rundfahrten auf dir Route Le Havre–New York zurück, nahm danach aber wieder den Dienst nach Mexiko auf. Im Oktober 1909 wurde an Bord eine Funkstation eingerichtet, sodass nun drahtlose Nachrichten empfangen und gesendet werden konnten.
Am 30. November 1912 begann ihre erste Reise im Dienst der Compagnie de Navigation Sud-Atlantique. Kurz danach ereignete sich eine weitere Kollision, dieses Mal mit der Desna der Royal Mail Line bei Lissabon. Ab 1913 fuhr sie von Saint-Nazaire nach Colón (Panama). Am 28. Mai 1915 lief sie beim Einlaufen in den Hafen von Saint-Nazaire auf Grund und brach entzwei. Das Wrack wurde kurze Zeit später verschrottet.